# Qaratəpə (Bərdə)
Qaratəpə è un comune dell'Azerbaigian situato nel distretto di Bərdə. Conta una popolazione di 551 abitanti.